# NGC 2575
NGC 2575 est une galaxie spirale située dans la constellation du Cancer. NGC 2575 a été découverte par l'astronome français Édouard Stephan en 1878.

## Caractéristiques
Sa vitesse par rapport au fond diffus cosmologique est de 4 106 ± 16 km/s, ce qui correspond à une distance de Hubble de 60,6 ± 4,3 Mpc (∼198 millions d'al)
À ce jour, une mesure non basée sur le décalage vers le rouge (redshift) donne une distance d'environ 59,500 Mpc (∼194 millions d'al). Cette valeur est à l'intérieur des valeurs de la distance de Hubble.
La classe de luminosité de NGC 2574 est III-IV et elle présente une large raie HI.

## Supernova
La supernova SN 2002an a été découverte dans NGC 2575 le 22 janvier 2002 par l'astronome japonais Yasuo Sano. Cette supernova était de type II.